# Minute moumoute

Minute moumoute est une émission de télévision pour enfants diffusée du 5 décembre 1972 à 1976 à la Télévision de Radio-Canada.
Elle a été diffusée jusqu'à la saison 1978-1979, mais il n'y a pas d'indications permettant de savoir s'il s'agit de nouveaux épisodes ou des reprises des saisons précédentes. L'émission était diffusée les mardis et jeudis à 10 h.

## Synopsis
La série abordait différents thèmes à chaque émissions. Contes, comptines, jeux et chansons étaient au rendez-vous. En plus des comédiens, il y avait plusieurs marionnettes.

## Distribution
- Suzanne Garceau
- Alain Gélinas
- Gilbert Sicotte

## Fiche technique
- Les marionnettes ont été créées et fabriquées par Marianne Séguin.
- Réalisation : Renault Gariepy
- Scénarisation : Jacqueline Barrette, Daniel Cadet, Marc-F. Gélinas, Henriette Major, Jean-Pierre Plante, Raymond Plante, Michel Rivard, Francine Ruel, Louise Saint-Pierre, Danièle Simpson, Paule Tardif, Serge Thériault
- Musique : Mario Bruneau

## Discographie
Suzanne Garceau et Alain Gélinas : Minute moumoute. Textes: Daniel Cadet, arrangements musicaux: Mario Bruneau, Fantel, FA-39403.